# Припегала
Припегала — предполагаемое божество в мифологии полабских славян, связанное с оргиями. Упомянут в письме магдебургского епископа Адельгота 1108 года, призывающем к битве против язычников-велетов. Среди описаний славянской жестокости и зверств, содержащихся в документе, было также описание поклонения богу по имени Припегала, сопоставленное с греческим Приапом:
Самые фанатичные из них говорят, что всякий раз, когда они хотят развлечься на пиршествах, «наш Припегала — они яростно кричат — хочет голов, поэтому мы должны совершать жертвоприношения». Припегала, как они его называют, развратный Приап и Бельфегор. Таким образом, убив христиан перед служителями своего идолопоклонства, они наполняют тазы человеческой кровью и, завывая ужасающими криками, говорят: «Давайте сделаем этот день радостным, Христос побеждён, победоносный Припегала восторжествовал».
Достоверность сведений, сообщаемых в письме Адельгота, часто ставится под сомнение.

## Историография
Большинство учёных считает, что имя «Припегала» искажено, и многие из них предложили свое собственное прочтение. Современная стенограмма читается как Прибыглав/Прибыголов . Анализ показывает, что славянский кластер *Прибъ- в средневековой немецкой латыни переводится как «Приб», ср. Прибе, Прибизлав, или Прип, ср. Pripslaff ", польские имена Przybysław, Pripgnewe, Pripignewen «Przybygniew». Славянская гласная «y», напротив, записывалась как буква «е», как это часто делалось при написании польских имен. Последний элемент теонима -gala следует читать как элемент -glov или -glav, который был сокращен до -gla в результате адаптации этого элемента к фонетике нижненемецкого языка, а затем расширен с помощью гласный «a», чтобы избежать стечения согласных, который было бы трудно произнести немцам. Таким образом, теоним состоял из праславянского корня *priby- и *golva, что буквально означает «прибывающие головы», или «тот, к кому прибывают головы» и т. д. Михал Лучиньский реконструирует праславянскую форму как *Прибыгловъ.
Александр Брюкнер также первоначально читал первую основу как Prib- и реконструировал весь теоним как Przybychwał (вторая часть от chwała «хвала, слава»). Однако в конце концов он отказался от этого прочтения и решил, что Припегала — это искаженное обозначение теонима Триглав. Однако эта интерпретация неверна, поскольку нет никаких доказательств того, что славянское «p» может быть написано с буквой «t» в немецких записях. Некоторые исследователи пытались прочитать транскрипцию как Przypiekało, Připekal, Prepiekal, Przypiekała, Pripekało и прочие варианты, считая, что имя бога переводится как «Палящее солнце» от глагола *pripěkati (опалять).
Согласно Михалу Лучинскому, Прибыглав был эпитетом или именем Сварожича. Об этом свидетельствует тот факт, что в храме Сварожича-Радогоста в Ретре, который был главным святилищем велетов, производились жертвоприношения человеческих голов, например, в 1066 году ему в жертву принесли голову епископа Мекленбурга Иоанна. Дополнительным аргументом может быть распространённая интерпретация Сварожича как бога солнца, а ритуальное обезглавливание в Индии и у кельтов связывалось с поклонением солнцу.
По мнению сербского филолога Александра Лома, единственным свидетельством этого теонима за пределами Полабии может быть сербская деревня Привина Глава. Согласно легенде, монастырь был основан в XII веке знатным человеком по имени Приб или Прив, однако в самом древнем упоминании о деревне из турецкой переписи 1566/1567 года она упоминается как Прибиглава. Современное название Привина Глава, вероятно, является искажением, разделением на две части, как, например, в записях XVI—XVIII веков с топонима Гологлава и современным названием Гола Глава.